# Núi Kongō
Núi Kongō (金剛山 Kim Cương Sơn) là một ngọn núi cao1.125 mét (3.691 ft) ở Kawachi, phủ Osaka, vùng Kinki, Nhật Bản. Nó nằm gần núi Katsuragi.